# رابرت ویلیامز (کماندار)
رابرت ویلیامز (انگلیسی: Robert Williams; ۲۴ ژانویهٔ ۱۸۴۱ – ۱۰ دسامبر ۱۹۱۴) کماندار اهل ایالات متحده آمریکا بود.